# Ilmari Manninen
Ilmari Justus Andreus Manninen (Vyborg, 2 settembre 1894 – Helsinki, 14 giugno 1935) è stato un insegnante, scrittore ed etnografo finlandese.
Ha guidato il Museo nazionale estone quando ha aperto presso il Maniero Raadi.

## Biografia
Manninen è nato a Vyborg nel 1894. Nel 1919, con l'indipendenza dell'Estonia, l'Università di Tartu cominciò a fornire tutte le sue lezioni in lingua estone. Era una nuova avventura anche se l'ambizione veniva limitata dal numero di docenti di lingua estone. Per colmare il divario furono invitati un numero di stranieri, tra cui Manninen, ad assistere.
Nel 1922 l'Università ottenne i diritti del Maniero Raadi, che era stata la casa ancestrale del collezionismo d'arte della famiglia nobile dei Lipharts, per istituirvi il museo nazionale estone. Manninen è stato nominato direttore del relativamente nuovo museo.
Nel momento in cui lasciò l'Estonia, stava guidando il Dipartimento Etnografico del Museo nazionale di Helsinki. Manninen morì a Helsinki nel 1935 all'età di 40 anni. La "Società d'antiquariato finlandese" lo ha decorato con una medaglia all'onore che è stata disegnata da Kalervo Kallio nel 1952.

## Opere
- Eesti rahvariiete ajalugu. Tartu, 1927.
- Die Sachkultur Estlands, 3 vols. Tartu, 1931-33.
- Suomensukuiset Kansat. Porvoo, 1929.
- Suomen suku, vol. 1. Helsinki, 1934.